# Calderstones Park
Calderstones Park è un sito archeologico situato nei pressi dell'attuale Liverpool, in Gran Bretagna, aperto al pubblico dal 1905.

## Storia
Prende il nome dai Calderstones, sono sei massi di arenaria neolitici. Poco si sapeva dei Calderstones fino al 18º secolo, quando si pensa che siano stati disturbati. Nel 1825 è stato riferito che "scavando su di esse furono trovate urne fatte con l'argilla più grossolana, contenenti polvere umana e ossa".
Durante la metà e la fine del XIX secolo alcuni accademici avevano dichiarato che i Calderstones facevano parte di un circolo druidico. Negli ultimi anni del secolo il professor Herdman tornò alle prove precedenti e concluse che le pietre erano un tempo parte di un dolmen in rovina che era stato erroneamente preso per un cerchio a causa della falsa impressione che tutti i resti druidici dovessero essere così disposti.
Le pietre furono trasferite dall'archeologo Joseph Need Walker, diventando una caratteristica di accesso all'omonima tenuta. e sono state spostate dalla loro precedente posizione in un recinto appena fuori dai cancelli del parco nel 1954 per proteggerle da ulteriori agenti atmosferici. 
La casa padronale che si trova nei pressi del sito fu costruita nel 1828 da per sostituire la fattoria originale conosciuta come Old House.
La casa è in stile georgiano, anche se è stata oggetto di alcune modifiche nel corso degli anni e ora ospita uffici comunali e un piccolo caffè. Le ampie scuderie e la rimessa per le carrozze rimangono sul retro della casa. La casa padronale è attualmente in fase di ristrutturazione per ospitare la sede internazionale per la lettura condivisa. Questa ristrutturazione è gestita dalla Reader Organization
Una delle due caratteristiche più antiche del parco è una quercia millenaria. Secondo la leggenda l'antica Corte locale delle Cento Corte sedeva sotto i suoi rami. Si dice che il suo stato fatiscente sia dovuto all'esplosione della nave della polvere da sparo Lottie Sleigh a oltre tre miglia di distanza sul fiume Mersey nel 1864. Dipende da una serie di puntelli che la sorreggono.
Ghiande e foglie della quercia furono inviate ai soldati dalle loro famiglie durante la seconda guerra mondiale, tale era la reputazione di questo albero.  L'albero è stato nominato "albero dell'anno" d'Inghilterra nel 2019 da Woodland Trust.

## Il giardino botanico
Durante la seconda guerra mondiale Percy Conn, il nuovo sovrintendente dei parchi di Liverpool, ebbe l'idea di ricreare il giardino botanico di Liverpool di William Roscoe e John Shepherd dei tempi di Mount Pleasant, nei terreni della tenuta di Harthill a Calderstones Park. Questo lavoro iniziò nel 1951 e fu completato nel 1964 quando fu formalmente aperta la serie di 16 serre collegate. Il giardino botanico di Calderstones conteneva[1] quasi 4.000 specie di piante portate da tutto il mondo da mercanti e altri viaggiatori.
Nel 1984 le serre furono chiuse e tutte le piante trasportate al vivaio di Liverpool City a Garston, dove rimasero per i successivi 23 anni. Alcune delle piante sono state viste occasionalmente ai Southport Flower Shows in questo periodo. Nel 2007/2008 un terzo delle piante è stato ricollocato in 4 serre all'interno dei giardini recintati di Croxteth Hall quando il vivaio Garston è stato chiuso a causa dell'esternalizzazione dei lavori di manutenzione del Park & Garden di Liverpool.

## Eventi verificati all'interno del sito
- Durante la Seconda Guerra Mondiale, il parco venne bombardato dai tedeschi. Alla fine delle ostilità necessitò di un restauro, che perdurò fino alla fine degli anni cinquanta.[3]
- Nel 2008 vi si sono svolti degli incontri di tennis al suo interno.[4]
- Nel 1964 sono state inserite all'interno 12 statue.[5]
- I componenti dei Beatles John Lennon e Ringo Starr sono nati in due case nei pressi del parco[6]; il luogo ha ispirato la composizione di brani quali Penny Lane e Strawberry Fields Forever.